# 恒川愛
恒川 愛（つねかわ あい、1985年10月13日 - ）は、日本のミュージカル女優。

## 経歴
小学生から劇団に所属し、クラシックバレエ、ジャズダンス、地唄舞等のレッスンに励む。2005年、劇団四季研究所に入所。同年、クレイジー・フォー・ユーで初舞台を踏む。

## 主な出演作品
- ウエストサイド物語 （ヴェルマ、グラジェラ）
- クレイジー・フォー・ユー （ルイーズ、シーラ、テス、アイリーン）
- コーラスライン（トリシア、ジュディ、シーラ）
- 劇団四季 ソング&ダンス55ステップス（女性ダンサー）

・2人のロッテ(イレーネ)
・アイーダ(女性アンサンブル3枠)
・キャッツ(ボンバルリーナ)
- リトルマーメイド（アースラ）[1][2]
- マンマ・ミーア！（ターニャ）
- ライオンキング(サラビ/女性アンサンブル1枠)